# Niente di personale (Fabri Fibra)
Niente di personale è un singolo del rapper italiano Fabri Fibra, pubblicato il 24 marzo 2014 dalla Universal Music Group.

## La canzone
Niente di personale è un brano composto come dissing rivolto al rapper italiano Vacca, il quale aveva attaccato Fabri Fibra attraverso il brano Il diavolo non esiste, pubblicato agli inizi di marzo.
Il brano originale, della durata di oltre 11 minuti, è stato pubblicato il 24 marzo 2014 sul canale YouTube del rapper.

## Tracce
1. Niente di personale – 4:43

## Classifiche
| Classifica (2014) | Posizione massima |
| ----------------- | ----------------- |
| Italia            | 51                |